# グラニュー糖
- グラニュー糖[1][2][3][4][5]
- グラニュ糖[6][7]

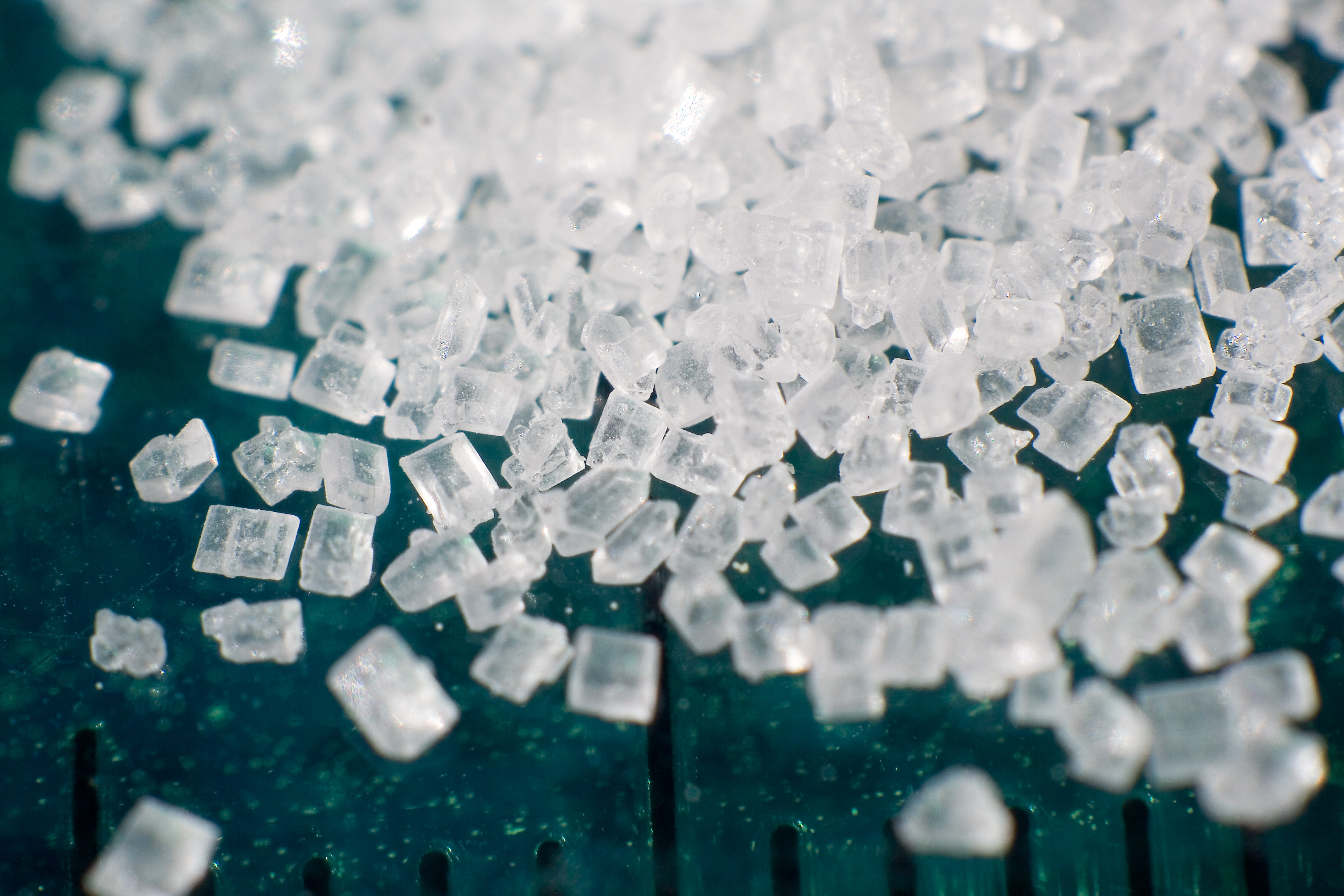
グラニュー糖

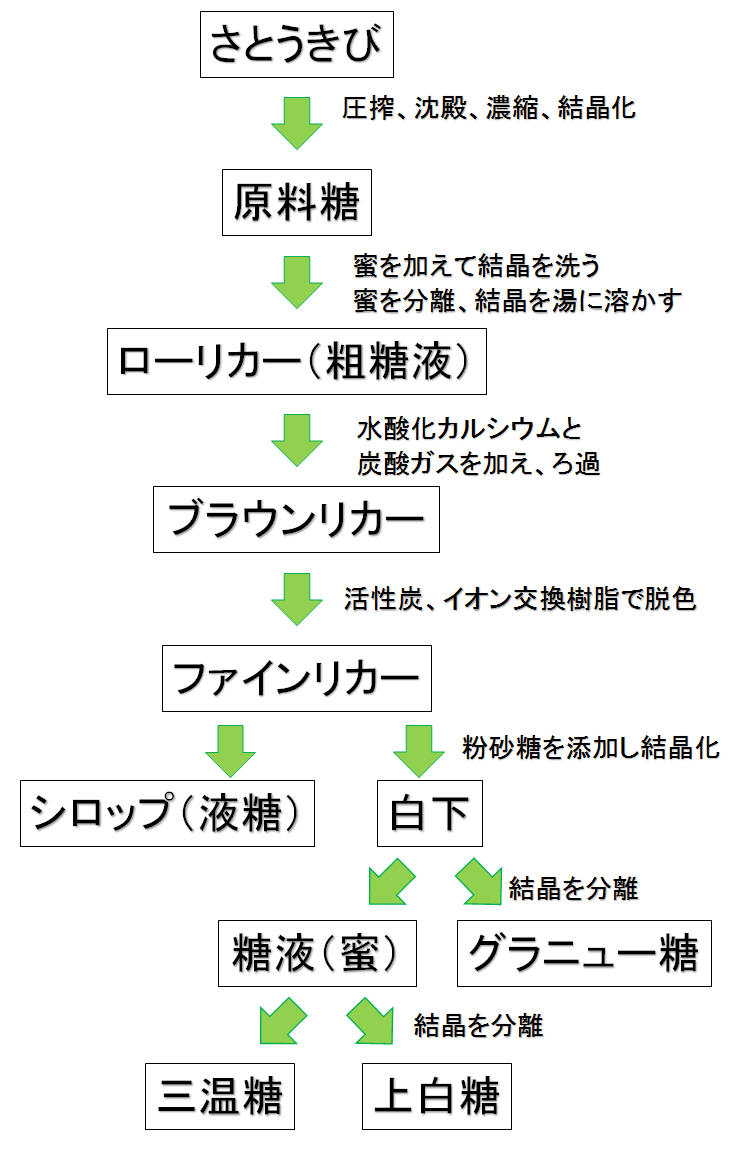
砂糖の製造工程

グラニュー糖（グラニューとう、英語: granulated sugar）は、細かい粒状に結晶させた精製糖の一種である。ザラメ糖のうち、最も結晶が細かい。主成分はショ糖。「グラニュー」とは英語の granulated（粒状にした）の転訛である。

## 特徴
世界で最も使用量の多い砂糖であり、世界で「砂糖」といった場合はグラニュー糖のことである。しかし、日本では上白糖の方が一般的で、使用量も多い。
最高純度の糖液からつくられる無色結晶状の砂糖であり、蔗糖純度が高く、転化糖をほとんど含まないため、上白糖よりサラサラしている。また、非常に溶けやすく、味にクセがないため、コーヒーや紅茶の甘味料として使用される。
空気を含ませて顆粒状にしたものは、フロストシュガーと呼ばれる。これは日新製糖が開発した製品であり、冷水でもグラニュー糖より早く溶けるため、アイスコーヒーやアイスティー、ヨーグルトのような半固体状の食品の甘味料や、製菓材料として使用される。

## 栄養価
グラニュー糖のカロリーは糖類の中で最も高く、100グラムあたり387キロカロリーである。グリセミック指数は60前後である。グラニュー糖の主成分の蔗糖は、ブドウ糖と果糖からなる二糖類で、果糖は吸収されても血糖値を上げにくいため、こうした値になる。